# Susan B. Anthony

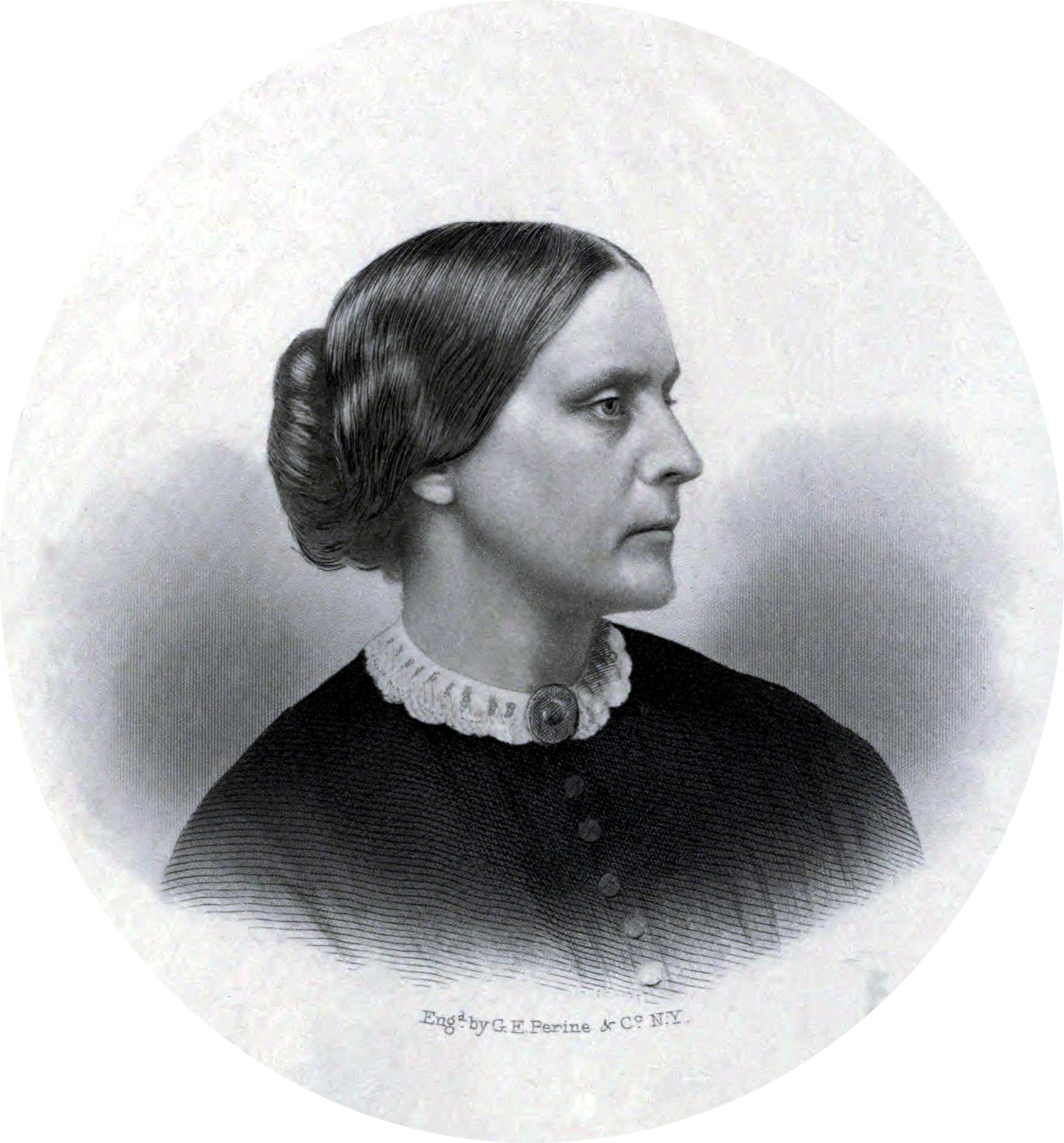
Chân dung bà Susan Anthony

Susan Brownell Anthony (15 tháng 2 năm 1820 - 13 tháng 3 năm 1906) là một nhà cải cách xã hội Mỹ và nhà hoạt động vì quyền bầu cử phụ nữ đóng vai trò quan trọng trong phong trào bầu cử của phụ nữ. Sinh ra trong một gia đình Quaker cam kết bình đẳng xã hội, bà đã thu thập kiến nghị chống nô lệ ở tuổi 17. Trong năm 1856, bà trở thành đại diện của bang New York cho Hiệp hội Chống Nô lệ Hoa Kỳ.
Năm 1851, bà gặp Elizabeth Cady Stanton, người đã trở thành người bạn đời của bà và đồng nghiệp trong các hoạt động cải cách xã hội, chủ yếu trong lĩnh vực quyền phụ nữ. Năm 1852, họ thành lập Hiệp hội Phụ nữ Nhà nước New York sau khi Anthony bị ngăn cản không được phát biểu tại một cuộc họp về hưu vì cô ấy là phụ nữ. Năm 1863, họ thành lập Liên đoàn Quốc gia Trung thành Phụ nữ, tổ chức cuộc chạy đua kiến thức lớn nhất trong lịch sử Hoa Kỳ cho đến thời điểm đó, thu thập gần 400.000 chữ ký ủng hộ việc bãi bỏ chế độ nô lệ. Năm 1866, họ khởi xướng Hiệp hội Quyền bình đẳng Hoa Kỳ, vận động cho quyền bình đẳng cho cả phụ nữ và người Mỹ gốc Phi. Năm 1868, họ bắt đầu xuất bản một tờ báo quyền phụ nữ mang tên The Revolution. Năm 1869, họ thành lập Hiệp hội Quyền bầu cử Phụ nữ Quốc gia (National Woman Suffrage Association) như là một phần của sự tách ra trong phong trào phụ nữ. Năm 1890, việc chia tách này đã được chính thức hoá khi tổ chức của họ sáp nhập với Hiệp hội Nữ quyền Hoa Kỳ đối nghịch để thành lập Hiệp hội Tỷ lệ nữ Nữ Hoa Kỳ, với Anthony là lực lượng chính. Vào năm 1876, Anthony và Stanton bắt đầu làm việc với Matilda Joslyn Gage về cái mà cuối cùng đã trở thành cuốn Lịch sử của Nữ quyền số sáu bộ. Lợi ích của Anthony và Stanton khác nhau trong những năm sau đó, nhưng cả hai vẫn là bạn thân.
Năm 1872, Anthony bị bắt vì bỏ phiếu ở Rochester, New York, và bị kết án trong một phiên tòa công khai. Mặc dù bà từ chối trả tiền phạt, chính quyền đã từ chối thực hiện hành động tiếp theo. Năm 1878, Anthony và Stanton sắp xếp Quốc hội để được trình bày với một sửa đổi cho phụ nữ quyền bỏ phiếu. Được đưa ra bởi Thượng nghị sĩ Aaron A. Sargent (R-CA), nó đã trở thành Sửa đổi thứ chín đối với Hiến pháp Hoa Kỳ năm 1920.
Anthony đã đi khắp nơi để ủng hộ cuộc bầu cử của phụ nữ, cho khoảng 75 đến 100 bài phát biểu mỗi năm và làm việc trong nhiều chiến dịch của nhà nước. Bà đã làm việc quốc tế về quyền của phụ nữ, đóng vai trò chủ chốt trong việc tạo ra Hội đồng Phụ nữ Quốc tế, vẫn còn hoạt động. Cô cũng đã giúp mang lại Đại hội Phụ nữ Thế giới tại Triển lãm Columbian Thế giới ở Chicago vào năm 1893.
Khi cô ấy bắt đầu vận động cho các quyền của phụ nữ, Anthony đã bị chế giễu và buộc tội cố gắng hủy hoại tổ chức hôn nhân. Nhận thức của công chúng về cô đã thay đổi triệt để trong suốt cuộc đời cô, tuy nhiên. Sinh nhật lần thứ 80 của cô được tổ chức tại Nhà Trắng theo lời mời của Tổng thống William McKinley. Bà trở thành người phụ nữ đầu tiên thực sự được đưa vào đô xu la Mỹ 1979.